# Bibinje
Bibinje je vesnice a opčina nacházející se v Chorvatsku, přičemž vesnice je jediným sídlem v opčině. Nachází se v Zadarské župě, od jejíhož hlavního města (Zadaru), je vzdálena 7 km směrem na jihovýchod. V roce 2001 zde žilo 3 923 obyvatel.

## Pamětihodnosti
V Bibinje je kostel Jana Křtitele, v němž jsou uloženy posvátné předměty z 15. století. Ve zdejším muzeu je vystavena etnografická sbírka.